# Bob McDonnell

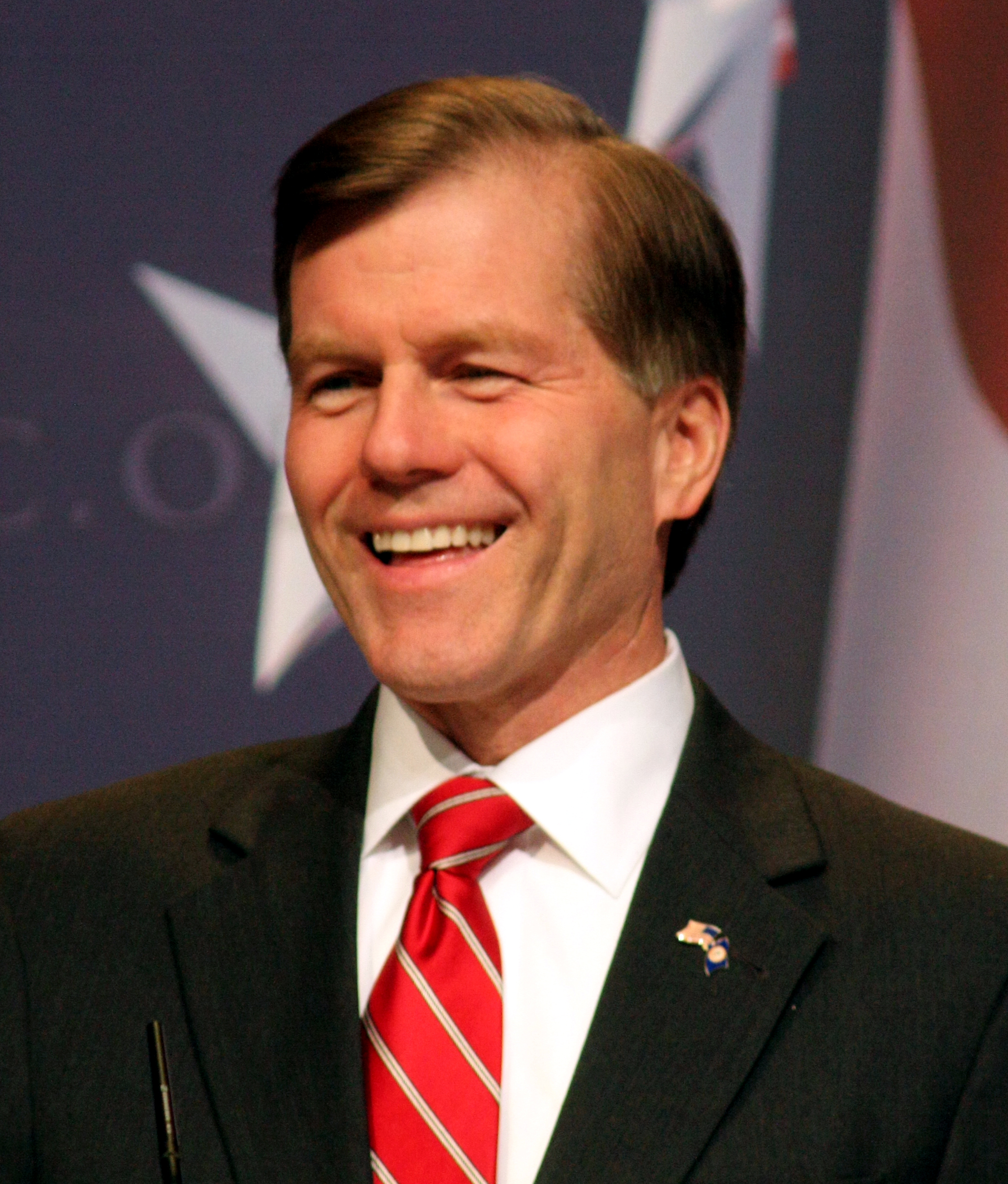
Bob McDonnell (2010)

Robert Francis „Bob“ McDonnell (* 15. Juni 1954 in Philadelphia, Pennsylvania) ist ein US-amerikanischer Politiker (Republikanische Partei). Er war vom 16. Januar 2010 bis zum 11. Januar 2014 Gouverneur von Virginia.

## Leben
Bob McDonnell wuchs in Alexandria (Virginia) auf. Sein Vater John McDonnell diente als Soldat in der US Air Force, seine Mutter Emma arbeitete zunächst als Sekretärin für den texanischen Kongressabgeordneten Olin E. Teague und später als Angestellte auf dem Landsitz Mount Vernon des ehemaligen US-Präsidenten George Washington.
McDonnell absolvierte die University of Notre Dame in Indiana, studierte Betriebswirtschaftslehre, erlangte 1976 den Bachelor of Business Administration (B.B.A.), 1980 den Master of Business Administration an der Boston University und 1989 den Doktor der Rechte an der Regent University. Er diente vier Jahre als aktiver Soldat in der US Army und 16 Jahre, von 1981 bis 1997, in der United States Army Reserve, zuletzt im Rang eines Oberstleutnants. Während seines aktiven Dienstes war er von 1976 bis 1979 in einem Militärkrankenhaus im deutschen Grafenwöhr und von 1979 bis 1981 in einem Militärkrankenhaus in Newport News stationiert.
1992 kandidierte McDonnell erfolgreich für einen Sitz im Abgeordnetenhaus von Virginia; diesen Sitz konnte er bis 2005, also in sechs weiteren Wahlen, verteidigen. Als Abgeordneter der Republikanischen Partei saß er unter anderem von 2000 bis 2005 im Justizausschuss. Im Januar 2006 kandidierte McDonnell mit Erfolg für das Amt des Attorney General von Virginia und amtierte eine Legislaturperiode, bis Februar 2009.
Danach gab er seine Absicht bekannt, sich im November 2009 um das Amt des Gouverneurs von Virginia zu bewerben. Mit gut 58 % der Stimmen bekam er bei der Wahl am 3. November 2009 deutlich mehr als sein demokratischer Kontrahent, der Staatssenator Creigh Deeds. Da eine Wiederwahl nach der Staatsverfassung von Virginia nicht möglich ist, endete McDonnells Amtszeit im Januar 2014; zu seinem Nachfolger wurde im November 2013 der Demokrat Terry McAuliffe gewählt, der sich gegen den republikanischen Attorney General von Virginia, Ken Cuccinelli, durchsetzte.
Im äußerst umstrittenen Fall Jens Söring setzte McDonnell sich am 19. Januar 2010 in einer seiner ersten Amtshandlungen gegen eine Haftüberstellung nach Deutschland ein, obwohl sich sein Vorgänger Gouverneur Tim Kaine bereits für eine Haftüberstellung ausgesprochen hatte.
McDonnell ist römisch-katholischer Konfession. Er ist seit 1976 mit Maureen Patricia McDonnell verheiratet und Vater von fünf Kindern (drei Töchtern und zwei Söhnen). Seine älteste Tochter war als Angehörige der US Army von 2005 bis 2006 in der irakischen Hauptstadt Bagdad stationiert.

## Politische Positionen
McDonnell vertritt als konservativ geltende Ansichten, spricht sich gegen die Abtreibung aus, setzt sich für Ölbohrungen vor der Küste Virginias ein und war Mitglied der National Rifle Association (NRA). Außerdem ist er ein Befürworter der Todesstrafe. Im September 2010 lehnte er ein Gnadengesuch von Teresa Lewis ab. Sie wurde trotz internationaler Proteste am 23. September 2010 als erste Frau seit fast 100 Jahren in Virginia hingerichtet.

## Korruptionsvorwürfe
Am 21. Januar 2014 wurde gegen McDonnell und seine Frau ein Gerichtsverfahren eröffnet. Ihnen wurde vorgeworfen, in mindestens 14 Fällen illegal privat Zuwendungen im Wert von mehr als 135.000 USD erhalten und dafür den Geldgebern von Amts wegen politische und wirtschaftliche Vorteile verschafft zu haben. Am 4. September befand ihn das zuständige nationale Geschworenengericht (federal jury) in den meisten Anklagepunkten für schuldig. McDonnell ist damit der erste wegen eines Verbrechens (felony) verurteilte Gouverneur Virginias. Laut Beschluss des zuständigen Einzelrichters vom 6. Januar 2015 wurde das Strafmaß auf zwei Jahre Gefängnis festgesetzt. Danach steht er für zwei weitere Jahre unter Bewährung.[veraltet]